# Sušno
Sušno je vesnice, část obce Kropáčova Vrutice v okrese Mladá Boleslav. Nachází se dva kilometry východně od Kropáčovy Vrutice. Vesnicí protéká Košátecký potok. Sušno je také název katastrálního území o rozloze 7,24 km².

## Historie
První písemná zmínka o vesnici pochází z roku 1331.

## Osobnosti
Ve vsi se narodil přírodovědec, pedagog, cestovatel a spisovatel Josef Kořenský (1847–1938), který podnikl cestu kolem světa.

## Památky
- Kaple Panny Marie
- Dům čp. 22